# ماری-کلر رستو
ماری-کلر رستو (انگلیسی: Marie-Claire Restoux؛ زادهٔ ۹ آوریل ۱۹۶۸) جودوکار اهل فرانسه است.